# Navilens

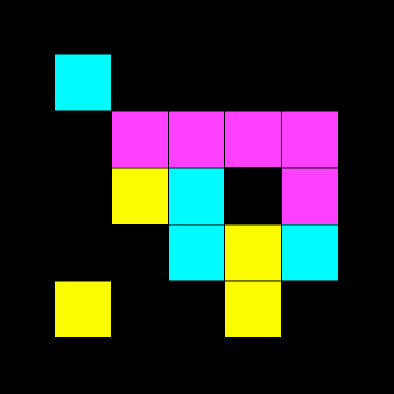
Fictieve kleurcode, naar het voorbeeld van Navilens.

NaviLens is een kleurvakjescode die bedoeld is om blinden en mensen met een visuele beperking te helpen bij het vinden van de weg in spoorweg- en metrostations, musea, bibliotheken en dergelijke. 
De kleurvakjescode, een tag die doet denken aan een vereenvoudigde QR-code, wordt ingelezen door een app op de smartphone, en geeft dan de nodige informatie over de tag zelf (afstand, hoek) en over het te bereiken doel. Dit kan van alles zijn, van de dienstregeling van het openbaar vervoer tot de obstakels die ze moeten kennen, of fysieke beschrijvingen van de omgeving. Gebruikers kunnen ook gewone tags downloaden en zelf aanpassen om bijvoorbeeld voedseldozen of persoonlijke documenten te labelen.
De applicatie maakt gebruik van visuele algoritmen, die de tag ook kunnen interpreteren op een zekere afstand, of wanneer de kleurcode niet haarscherp is. 

## Ontwikkeling en rechten
Navilens werd ontwikkeld door het Laboratorio de Investigación en Visión Móvil aan de Universiteit van Alicante, in samenwerking met de Spaanse startup NaviLens.
Navilens is propriëtaire software; intellectueel eigendom en de licentierechten volgen de Spaanse wetgeving, en zijn in handen van NaviLens’ moederbedrijf Neosistec. Bij het gebruik van de app worden locatiegegevens en serienummer van de smartphone opgenomen. Huiselijk gebruik in de privésfeer is toegestaan en gratis. 

## Voorbeelden
- openbaar vervoer in Barcelona
- enkele metrostations in New-York, onder meer het Jay Street-MetroTech-metrostation
- enkele Belgische spoorwegstations[5]